# Dumka
Dumka (ukrainisch думка, dúmka) ist eine Gattung von Volksliedern, die im slawischen Raum oft unter Begleitung der bandura und der kobsa (namensverwandt mit der rumänischen cobză) gesungen werden. Sie sind zum Teil sehr alt und haben vorzugsweise die Kämpfe der Kosaken mit den Türken und Tataren oder Szenen aus dem Familienleben zum Inhalt.
Der in den meisten slawischen Sprachen vorkommende Begriff geht auf das ukrainische Wort dumka zurück, eine Verkleinerungsform von duma (Gedanke). Während des 19. Jahrhunderts begannen Komponisten aus anderen slawischen Ländern damit, die Dumka als eine klassische Form für introvertierte, in sich versunkene Kompositionen (mit wenigen heiteren Zwischenabschnitten) zu benutzen. Dvořák verwendete die dumka-Form in verschiedenen Kompositionen, z. B. in seiner Dumka für Soloklavier, Op. 35; beim Slawischen Tanz Op. 72 Nr. 2, bei seinem Streichsextett, seinem Klavierquintett No. 2, Op. 81 und insbesondere in seinem Dumky-Trio op. 90. Auch Tschaikowski hat sich dieser Form bedient: in seiner Dumka für Klavier op. 59.